# I pinguini di Madagascar: Il ritorno del dottor Blowhole
I pinguini di Madagascar: Il ritorno del dottor Blowhole (The Penguins of Madagascar: Dr. Blowhole Returns – Again!) è un videogioco del 2011 basato sulla serie televisiva d'animazione I pinguini di Madagascar. Il gioco si svolge come vero sequel della serie animata.

## Doppiaggio
A differenza della serie animata, i doppiatori italiani non sono gli stessi:
| Personaggio    | Doppiatore originale     | Doppiatore italiano |
| -------------- | ------------------------ | ------------------- |
| Skipper        | Tom McGrath              | Andrea De Nisco     |
| Kowalski       | Jeff Bennett             | Gianluca Iacono     |
| Rico           | John DiMaggio            | ?                   |
| Soldato        | James Patrick Stuart     | Claudio Colombo     |
| Re Julien XIII | Danny Jacobs             | Pietro Ubaldi       |
| Maurice        | Kevin Michael Richardson | Gianni Gaude        |
| Mortino        | Andy Richter             | ?                   |
| Marlene        | Nicole Sullivan          | ?                   |
| Mason          | Conrad Vernon            | Claudio Moneta      |
| Burt           | John DiMaggio            | Marco Pagani        |
| Roger          | Richard Kind             | Aldo Stella         |
| Dr. Blowhole   | Neil Patrick Harris      | Gianni Quillico     |